# (472) Рим
(472) Рим (лат. Roma) — крупный астероид главного пояса, который принадлежит к светлому спектральному классу S и входит в состав семейства Марии. Он был открыт 11 июля 1901 года итальянским астрономом Луиджи Карнера в обсерватории Хайдельберг и назван Антонио Абетти в честь итальянской столицы Рима.

Орбита астероида Рим и его положение в Солнечной системе
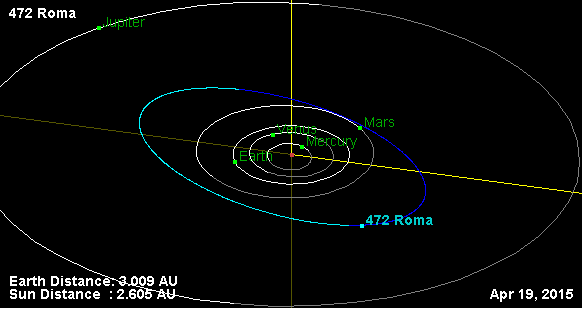
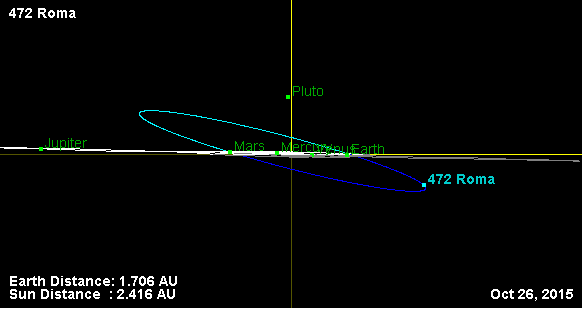

8 июля 2010 года наблюдалось покрытие астероидом звезды δ Змееносца, которое продолжалось около 5 секунд. Область покрытия прошла через Центральную Европу по линии Стокгольм, Копенгаген, Бремен, Нант и Бильбао. Это покрытие звезды астероидом стало первым и единственным в XXI веке, видимое невооружённым глазом.